# Леруа-Больё, Пьер Поль
Пьер Поль Леруа-Больё (1843—1916) — французский экономист. Младший брат историка Анатоля Леруа-Больё.
Профессор в École libre des sciences politiques и в Collège de France, редактор основанного им в 1873 г. журнала: «Économiste français». Примыкал к старому направлению английской школы, являясь сторонником экономического либерализма и крайним оптимистом во взгляде на развитие экономической жизни культурных народов.
Эти воззрения особенно рельефно подчеркнуты в сочинении: «Essai sur la répartition des richessese», в котором Леруа-Больё старается доказать прогрессивное уменьшение неравенства богатств: прибыль, процент и доход либеральных профессий падают, поземельная рента падает или остается неподвижной, и только заработная плата повышается как номинально, так и реально. Теоретические взгляды, изложенные в этой книге и в учебнике «Précis d’économie politique», не отличаются оригинальностью и нередко нисходят до банальности.
В своей книге «L’état moderne et ses limites» Леруа-Больё выступает противником государственного вмешательства (в области железнодорожного дела, народного просвещения, страхования рабочих и пр.). Функции государства, по Леруа-Больё, сводятся главным образом к созданию внутренней и внешней безопасности, к поддержанию правового порядка и к сохранению общих условий существования нации. Фабричное законодательство допускается автором лишь в самых тесных пределах.
В сочинении «Le collectivisme» Леруа-Больё подвергает ожесточенной критике основные положения социалистической доктрины в лице Маркса, Лассаля, Джорджа и др.
Наибольшей известностью Леруа-Больё пользовался как автор «Traité de la science des finances», лучшего французского руководства по финансовой науке. Другие сочинения Леруа-Больё:
- «De l’état moral et intellectuel des populations ouvrières» (1868),
- «Recherches économiques, historiques et statistiques sur les guerres contemporaines» (1869),
- «La question ouvrière» (1872),
- «Le travail des femmes au XIX siècle» (1873),
- «La colonisation chez les peuples modernes» (1874).

В 1895 г. вышел в свет его обширный «Traité théorique et pratique d’économie politique».

## Сочинения
- Торговые трактаты центральной Европы, торговые конвенции американских государств и таможенный режим во Франции. — СПб., 1893. — 42 с.
- Новые англосаксонские общества. Австралия и Новая Зеландия, Южная Африка. — СПб., 1898. — 344 с.
- Япония. Обновление Азии. — М., 1904. — 191 с.